# UPM (기업)
UPM(UPM-Kymmene Oyj)은 핀란드의 임업 기업이다. UPM은 Kymmene Corporation과 자회사 United Paper Mills Ltd의 1996년 합병을 통해 설립되었다. UPM은 6개 사업 부문으로 구성된다: UPM Fibres, UPM Energy, UPM Raflatac, UPM Specialty Papers, UPM Communication Papers, UPM Plywood 이 그룹의 직원 수는 약 17,000명이며 12개국에 생산공장을 보유하고 있다. UPM의 주식은 NASDAQ OMX 헬싱키 증권거래소에 상장되어 있다.

## 같이 보기
- 스토라엔소
- 알스트롬